# Marathon van Amsterdam 2005

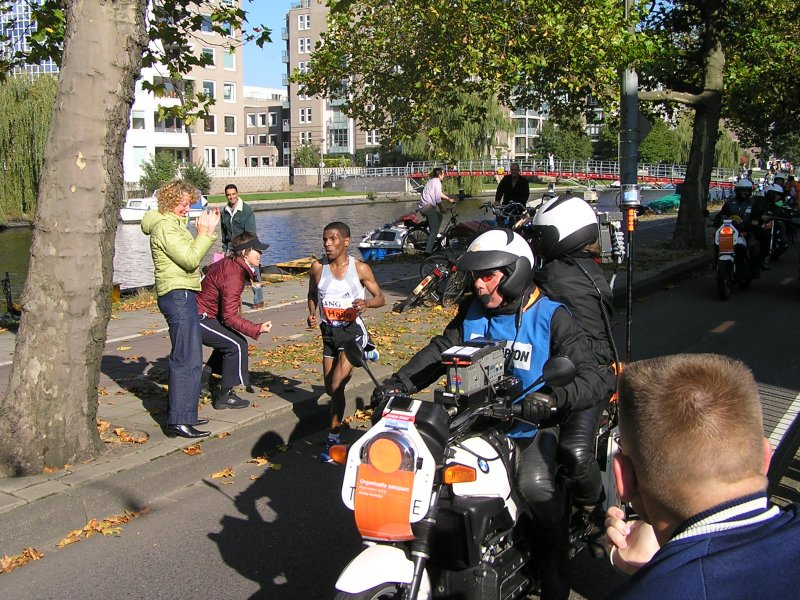
Haile Gebrselassie, 2005

De ING Amsterdam Marathon 2005 vond plaats op zondag 16 oktober 2005 in Amsterdam. Het was de 30e editie van deze marathon.

## Uitslagen

### Mannen
| rang   | naam                      | land | tijd    |
| ------ | ------------------------- | ---- | ------- |
| Goud   | Haile Gebrselassie        | ETH  | 2:06.20 |
| Zilver | Daniel Yego               | KEN  | 2:08.58 |
| Brons  | Tesfaye Tola              | ETH  | 2:09.17 |
| 4      | Bernard Barmasai          | KEN  | 2:10.50 |
| 5      | Georges Okworo            | KEN  | 2:11.49 |
| 6      | Benjamin Limo             | KEN  | 2:12.13 |
| 7      | Jamal Baligha             | MAR  | 2:15.22 |
| 8      | Sander Schutgens          | NED  | 2:17.53 |
| 9      | Dennis Jensen             | DEN  | 2:18.36 |
| 10     | Alfred Shemweta           | SWE  | 2:19.36 |
| 11     | Gabriel Garien            | ESP  | 2:20.12 |
| 12     | Robert Kipkoech Cheruiyot | KEN  | 2:20.48 |
| 13     | Martin Lauret             | NED  | 2:20.49 |
| 14     | Fransua Woldemarian       | NED  | 2:24.15 |
| 15     | Steen Petersen            | DEN  | 2:25.18 |
| 16     | Alemayehu Sitotaw         | NOR  | 2:27.05 |
| 17     | Stuart Burton             | GBR  | 2:28.56 |
| 18     | Ali El Kharat             | MAR  | 2:30.07 |
| 19     | Nico Hamers               | NED  | 2:30.14 |
| 20     | Tim Dickerson             | GBR  | 2:30.24 |

### Vrouwen
| rang   | naam              | land | tijd    |
| ------ | ----------------- | ---- | ------- |
| Goud   | Kutre Dulecha     | ETH  | 2:30.05 |
| Zilver | Kristijna Loonen  | NED  | 2:34.08 |
| Brons  | Sue Harrison      | GBR  | 2:38.28 |
| 4      | Charne Rademeijer | RSA  | 2:39.25 |
| 5      | Alemitu Bekele    | ETH  | 2:41.40 |
| 6      | Annemari Sandell  | FIN  | 2:43.23 |
| 7      | Renata Antropik   | POL  | 2:44.34 |
| 8      | Elaine Coburn     | CAN  | 2:44.49 |
| 9      | Fiona Oakes       | GBR  | 2:48.08 |
| 10     | Gillian Bacon     | GBR  | 2:50.43 |

1975 ·
1976 ·
1977 ·
1978 ·
1979 ·
1980 ·
1981 ·
1982 ·
1983 ·
1984 ·
1985 ·
1986 ·
1987 ·
1988 ·
1989 ·
1990 ·
1991 ·
1992 ·
1993 ·
1994 ·
1995 ·
1996 ·
1997 ·
1998 ·
1999 ·
2000 ·
2001 ·
2002 ·
2003 ·
2004 ·
2005 ·
2006 ·
2007 ·
2008 ·
2009 ·
2010 ·
2011 ·
2012 ·
2013 ·
2014 ·
2015 ·
2016 ·
2017 ·
2018 ·
2019 ·
2020 ·
2021 ·
2022 ·
2023 ·
2024 ·
2025